# Мухин, Владимир Васильевич
Владимир Васильевич Мухин (род. 28 июня 1949, г. Старый Крым, Крымская область) — Народный депутат Украины 2-го, 3-го и 4-го созывов. Член Политсовета СПУ. Главный научный сотрудник Национального научного центра «Харьковский физико-технический институт».

## Образование
В 1966 г. поступил в Харьковский государственный университет, который окончил в 1970 г. по специальности физик. Доктор физико-математических наук (1990), профессор (1994).

## Трудовая деятельность
- 1971–1993 — стажер-исследователь, младший научный сотрудник, старший научный сотрудник, ведущий научный сотрудник Харьковского физико-технического института.
- 1993–1994 — начальник отдела Национального научного центра «Харьковский физико-технический институт».

На парламентских выборах 1994 года Владимир Мухин баллотировался как кандидат от Социалистической партии Украины (СПУ) на должность Народного депутата Украины от Киевского избирательного округа (№ 370) и в конце-концов прошел в украинский парламент. 3 июня он был избран председателем постоянной Комиссии Верховной Рады Украины по вопросам обороны и государственной безопасности.
12 мая 1998 Владимир Мухин во второй раз был избран в состав Верховной Рады Украины, в этом случае по общему избирательному списку СПУ и СелПУ (№ 29 в списке). 15 июля он вошел в состав Комитета по вопросам национальной безопасности и обороны.
31 мая 2002 Владимир Мухин в третий раз был избран Народным депутатом Украины. На этот раз он занимал № 24 избирательного списка СПУ. С 11 июня он работал в Комитете по вопросам промышленной политики и предпринимательства.
На парламентских выборах 2006 года Владимир Мухин фигурировал под № 48 избирательного списка своей партии. Но СПУ получила только 33 мандата и Владимир Мухин в Верховную Раду не прошел.
Был членом политисполкома СПУ, первым секретарем Харьковского обкома СПУ (до октября 2003).

## Награды и звания
Лауреат премии Ленинского комсомола в области науки и техники (1981). Орден «За заслуги» III степени (август 1998). Почетная Грамота Верховной Рады Украины (июнь 2009).
Действительный член Украинской экологической академии (1992), Академии инженерных наук Украины (1995).